# Secretaría General de Movilidad Sostenible
La Secretaría General de Movilidad Sostenible (SGMS) de España es el órgano directivo del Ministerio de Transportes y Movilidad Sostenible, adscrito a la Secretaría de Estado de Transportes y Movilidad Sostenible, responsable de las políticas transversales sobre movilidad sostenible.

## Funciones
Son funciones de la Secretaría General:
1. La coordinación de las iniciativas en materia de movilidad sostenible entre los órganos del Departamento y con las políticas de otros departamentos ministeriales, así como con las de otras administraciones.
2. La elevación de propuestas a la Secretaría de Estado de Transportes y Movilidad Sostenible en relación con la fijación de criterios en los procesos de planificación competencia de esta Secretaría de Estado.
3. La elevación de propuestas a la Secretaría de Estado de Transportes y Movilidad Sostenible en relación con los planes de movilidad sostenible y estudios de movilidad.
4. La propuesta a la Secretaría de Estado, dirección e impulso de la elaboración de planes y estrategias en relación con la definición de acciones de desarrollo de las políticas en materia de movilidad sostenible, saludable y segura.
5. El impulso y coordinación de medidas dirigidas a la lucha contra el cambio climático, el ahorro energético y la mejora de la eficiencia de los servicios de transporte, sin perjuicio de las competencias de otros órganos directivos y de otros departamentos.
6. El impulso y coordinación de las iniciativas en materia de perspectiva de género en materia de movilidad sostenible, sin perjuicio de las competencias de otros órganos del Departamento y en el marco de los planes promovidos por este.
7. La representación del Departamento, en el ámbito del Plan de Recuperación, Transformación y Resiliencia, ante los órganos de otros departamentos que coordinan el Plan en su conjunto, y ante las Instituciones Europeas.
8. El impulso y coordinación del diseño, la ejecución y el seguimiento del Plan para la Recuperación, Transformación y Resiliencia en lo relativo a las competencias del Ministerio de Transportes y Movilidad Sostenible.

## Historia
La Secretaría General de Movilidad Sostenible se creó por Real Decreto 253/2024 de 12 de marzo, reemplazando al Comisionado Especial para el Transporte y la Movilidad Sostenible —creado en 2022 y que nunca llegó a tener un titular— con el objeto de agrupar «todas aquellas funciones transversales y de naturaleza intermodal vinculadas al impulso de la movilidad sostenible, como las relativas a innovación, planificación o fondos europeos».
Para esta tarea, asumió funciones tanto del Comisionado Especial como de la Subdirección General de Planificación, Red Transeuropea y Logística de la Secretaría de Estado y de la División de Estudios y Tecnología del Transporte de la extinta Secretaría General de Transportes, así como se le adscribió la recién creada Dirección General de Estrategias de Movilidad.Su primer titular fue Álvaro Fernández Heredia, que dimitió en enero de 2025 tras ser nombrado presidente de Renfe. Le sustituyó Sara Hernández del Olmo.

## Estructura
De la Secretaría General depende:
- La Dirección General de Estrategias de Movilidad.

Directamente dependiente del titular de la Secretaría General existe un Gabinete Técnico como órgano de coordinación, apoyo y asistencia inmediata al titular, con nivel orgánico de subdirección general.

### Adscripciones
- La Comisión para la coordinación del transporte de mercancías peligrosas.
- La Comisión para la coordinación del transporte de mercancías perecederas.

## Titular
- Álvaro Fernández Heredia (2024-2025)[4]
- Sara Hernández del Olmo (2025-)[3]